# Vinețișu, Buzău
Vinețișu este un sat ce aparține orașului Nehoiu din județul Buzău, Muntenia, România.